# Sota Kawasaki
Sota Kawasaki (川﨑 颯太 Kawasaki Sota?), född 30 juli 2001 i Yamanashi prefektur, är en japansk fotbollsspelare.
Kawasaki började sin karriär 2020 i Kyoto Sanga FC.